# فردی استیل (بازیکن فوتبال)
فردی استیل (انگلیسی: Freddie Steele;۶ مهٔ ۱۹۱۶ – ۲۳ آوریل ۱۹۷۶) بازیکن فوتبال در پست مهاجم اهل انگلستان بود.

## باشگاهی
از باشگاه‌هایی که در آن بازی کرده‌است می‌توان به استوک سیتی، منزفیلد تاون و پورت ویل اشاره کرد.

## تیم ملی
استیل سابقهٔ بازی در تیم ملی فوتبال انگلستان را در کارنامهٔ خود دارد. وی در تاریخ ۱۷ اکتبر ۱۹۳۶ نخستین بازی ملی خود را در مقابل تیم ملی فوتبال ولز انجام داد و با حضور در ۶ بازی ملی، در تاریخ ۲۰ مه ۱۹۳۷ واپسین بازی ملی‌اش را در برابر تیم ملی فوتبال فنلاند برگزار کرد.
این بازیکن توانسته در بازی‌های ملی، ۸ گل به ثمر برساند.